# 瓦亚克
瓦亚克（法語：Vaillac，法語發音：[vajak]）是法国洛特省的一个旧市镇，属于古尔东区。2016年，瓦亚克与临近的4个市镇合并为新市镇克尔德科斯。

## 地理
瓦亚克（44°40'28"N, 1°31'47"E）面积13.68 平方千米，位于法国奧克西塔尼大區洛特省，该省份为法国西南部内陆省份，北起顺时针与科雷兹省、康塔爾省、阿韦龙省、塔恩-加龙省、洛特-加龍省和多尔多涅省接壤。
与瓦亚克接壤的市镇（或旧市镇、城区）包括：博马、弗赖西内、蒙福孔、圣沙马朗、苏西拉克、米拉堡。

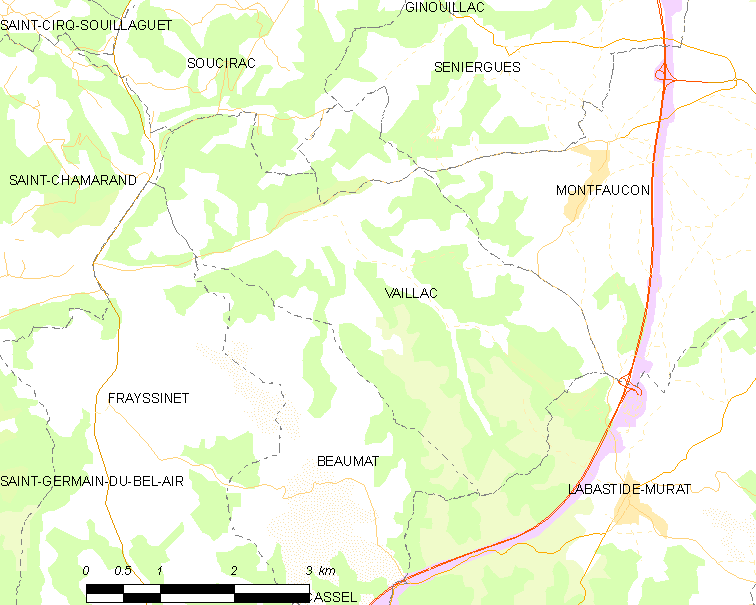
瓦亚克的OSM定位图

瓦亚克的时区为UTC+01:00、UTC+02:00（夏令时）。

## 行政
瓦亚克的邮政编码为46240，INSEE市镇编码为46325。

## 政治
瓦亚克所属的省级选区为科斯和布里亚讷县。

## 人口

1962-2008年间瓦亚克人口变化图示

瓦亚克于2018年1月1日时的人口数量为99人。